# Androlymnia emarginata
Androlymnia emarginata là một loài bướm đêm trong họ Noctuidae.